# Stanislao Falchi
Stanislao Falchi (Terni, 29 gennaio 1851 – Roma, 14 novembre 1922) è stato un compositore italiano.

## Biografia

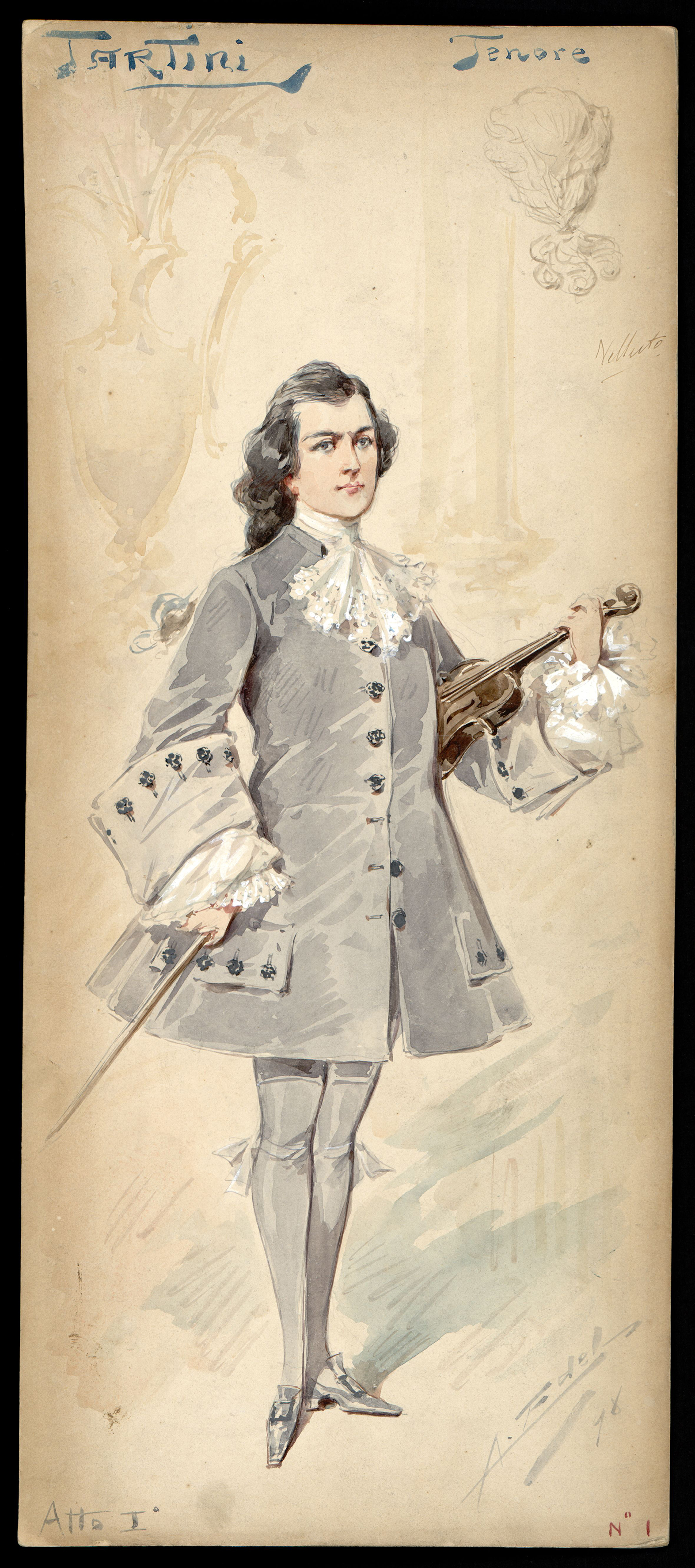
Tartini, figurino per Il trillo del Diavolo atto 1 (1898). Archivio Storico Ricordi

Studiò a Terni con Celestino Magi e a Roma con Salvatore Meluzzi ed Ettore Pinelli. Qui dal 1877 fu professore di canto corale a Santa Cecilia, divenendo poi professore di armonia e di composizione. Dal 1902 al 1916 fu direttore del Liceo musicale di Santa Cecilia. Ebbe come allievi tra gli altri Licinio Refice, Vittorio Gui, Gina Ciaparelli.
Scrisse tre opere: Lorhelia, leggenda fiamminga, in un prologo e quattro atti, su libretto di Pietro Calvi (prima rappresentazione a Roma, Teatro Argentina, 4 dicembre 1878), Giuditta, in quattro atti, su libretto di Romolo Brigiuti e Francesco Mancini (Roma, Teatro Apollo 12 marzo 1887) e Tartini o il Trillo del Diavolo, opera semiseria in tre atti su libretto di Ugo Fleres, (Roma, Teatro Argentina, 29 gennaio 1899 con Giuseppe Borgatti).
Di Tartini o il Trillo del Diavolo, che ebbe successo e fu ripresa per alcuni anni, specie in ambito romano (al Teatro Costanzi nel 1902) si ricorda oggi l'assolo di violino.